# 赵令诚
赵令诚（1927年—），男，江西南丰人，中国飞机设计专家，曾任西北工业大学教授、博士生导师。